# Kahlholz
Kahlholz (russisch Кальхольц) (seit 1947 russ. Losowoje  Лозовое) war zuletzt ein Ort in der russischen Oblast Kaliningrad (Gebiet Königsberg (Preußen)) und gehört geographisch zur Pogranitschnoje selskoje posselenije (Landgemeinde Pogranitschny Hermsdorf) innerhalb des Rajon Bagrationowsk (Kreis Preußisch-Eylau).

## Geographische Lage
Die nicht mehr existente Siedlung Kahlholz liegt rund 13 Kilometer nördlich von der einstigen Kreisstadt Heiligenbeil (Mamonovo) entfernt. Das nächstgelegene Dorf Balga ist ca. 3 Kilometer entfernt.
Kahlholz lag direkt am Frischen Haff. Der in etwa nördlichste Punkt des Dorfes markierte der „Kahlholzer Haken“.
Kahlholz  war über eine Nebenstraße an das Verkehrsnetz angebunden. Vom Nachbardorf Balga führte die Straße direkt nach Kahlholz und von dort über Wolittnick nach Bladiau (Pjatidoroschnoje). Ab dort bestand Anschluss an die nunmehr russische Fernstraße A 194 (ehemalige deutsche Reichsstraße 1, heute auch Europastraße 28).
Die nächstgelegene Bahnstation ist die des Ortes Wolittnick (Primorskoje Nowoje),  seit 1852 Bahnstation an der Strecke Braniewo (Braunsberg)–Mamonowo (Heiligenbeil)–Kaliningrad (Königsberg (Preußen)), der ehemaligen Preußischen Ostbahn.

## Geschichtliches
Im Jahre 1905 lebten hier 257 Einwohner, im Jahr 1910 217. Die Einwohnerzahl  stieg bis 1939 auf 240 Seelen.
Infolge des Zweiten Weltkrieges kam das nördliche Ostpreußen und mit ihm die Gemeinde Kahlholz 1945 zur Sowjetunion.
Zu welchem Zeitpunkt das Dorf vollständig aufgeben wurde, ist bislang nicht zweifelsfrei nachvollziehbar. Da das Dorf ab Einmarsch der sowjetischen Truppen als Versuchsplatz für Bombenabwürfe genutzt wurde, war es faktisch bei Kriegsende schon unbewohnbar gewesen. Dennoch wurde Kahlholz 1947 in Losowoe umbenannt. Jedoch muss die Umbenennung mit einer tatsächlichen Bewohnbarkeit des Dorfes in keinen Zusammenhang stehen. Zu Beginn der 1990er Jahre existierte der Ort bereits nicht mehr.

## Kahlholz heute
Vom Ort selber ist nahezu nichts mehr erhalten. Lediglich am südlichen Ende des Ortes in Richtung Balga steht ein kleineres Gebäude mit weiteren einfachen Nebengelassen. Hierbei handelt es sich vermutlich um eine nicht ständig bewohnte Behausung von Fischern. Dies ist die einzige Stelle, an der der Wegesverlauf vom ursprünglichen Straßenverlauf abweicht.
Die ehemalige Dorfstraße ist als unbefestigter Weg entlang der Küste im originalen Straßenverlauf noch vorhanden. Ansammlungen von Steinen oder teilweise auch gusseisernen Gegenständen an den Wegesrändern deuten noch auf Reste des Ortes hin. Auffällig sind auch Obstbäume zwischen den Waldlaubbäumen. Am nördlichen Ortseingang von Bladiau kommend in Richtung Balga zweigt links ein Weg direkt vom Uferweg in den Wald ab. Nach rund 100 Metern waldeinwärts gelangt man auf eine Fläche, auf der Bäume in schnurgeraden Reihen stehen. Innerhalb dieser Baumreihen ist der Waldboden auffällig eben und nur mit Laub bedeckt und in keiner Weise bewachsen. Um diesen Platz herum verteilt sind riesige Ansammlungen von Mauersteinen. Zu finden sind hier allerdings auch Reste von Alltagsgebrauchsgegenständen und Kellermauern. Am Uferweg sind Spuren von laienhaften Ausgrabungen zu sehen (Oktober 2012). Fundgegenstände, wie z. B. Ofenklappen liegen ausgegraben am Weg.
Die einstige Durchgangsstraße von Balga in Richtung Bladiau ist mit einem PKW nicht mehr befahrbar, jedoch zu Fuß und per Rad noch gut nutzbar. Von Balga aus ist die Straße noch gepflastert, geht aber rasch in einen Sandweg über, sobald man die heideartige Landschaft außerhalb des Ortes erreicht.

## Kirche
Mit seiner mehrheitlich evangelischen Bevölkerung war Kahlholz bis 1945 in das Kirchspiel Balga integriert. Balga war ein alter Kirchort und gehörte zum Kirchenkreis Heiligenbeil (Mamonowo) in der Kirchenprovinz Ostpreußen der Kirche der Altpreußischen Union.